# Drewer (Marl)
Drewer war die Bezeichnung für eine alte Bauerschaft innerhalb des Amtes Marl sowie zuvor im Vest Recklinghausen und ist heute Namensgeber des mit gut 20.000 Menschen (auf 6,18 km²) einwohnerstärksten namentlichen Stadtteils von Marl sowie zweier statistischer Über-Bezirke (Drewer-Nord und Drewer-Süd) im Kreis Recklinghausen, Nordrhein-Westfalen. Der Stadtteil Drewer, wie er heute begriffen wird, enthält nur die inzwischen wohnlich besiedelten Teile des alten Drewer, während die bauerschaftlich gebliebenen im Süden zu Steinernkreuz und Löntrop gezählt werden.

## Lage

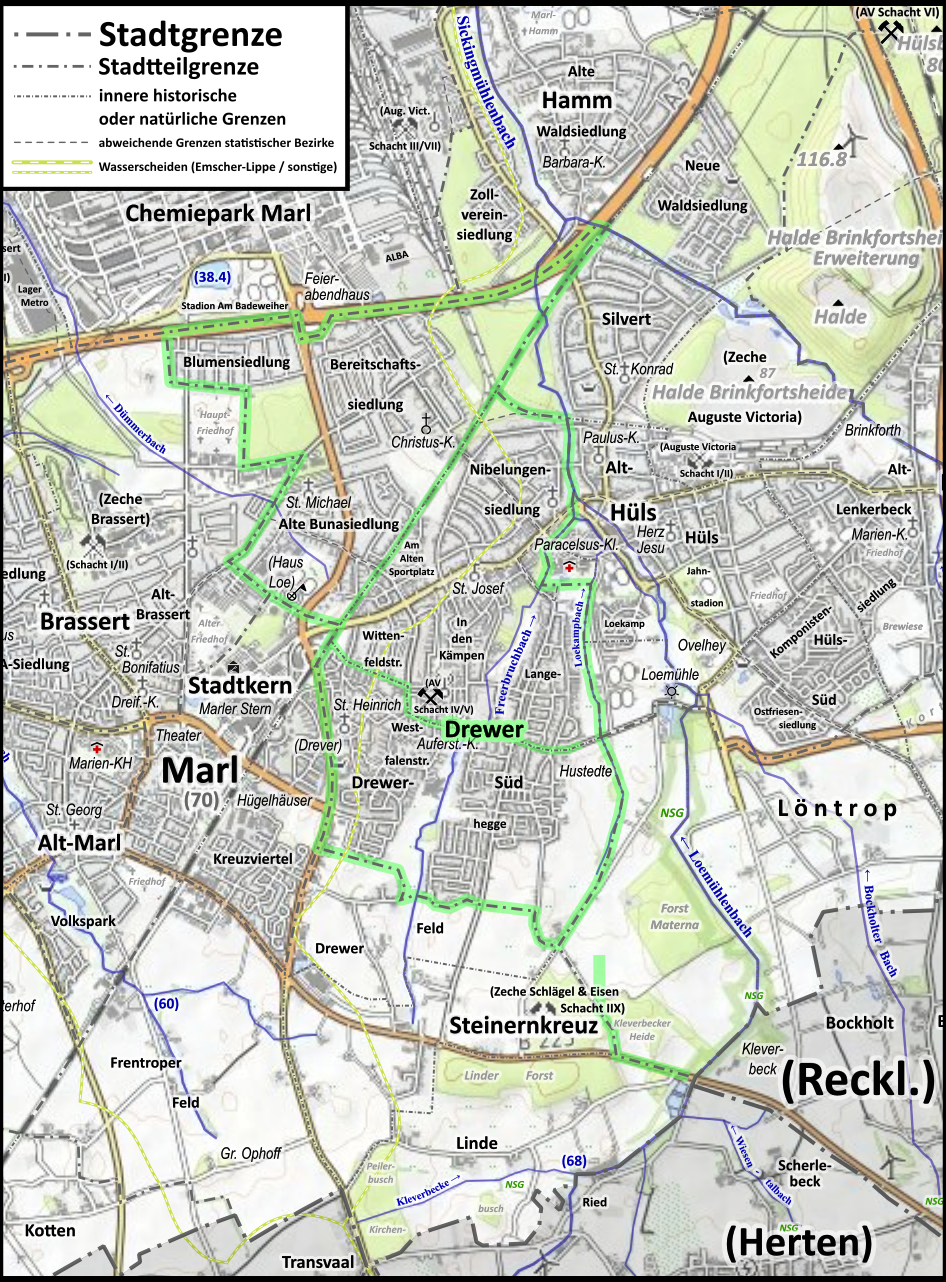
Karte des Stadtteils

Der Stadtteil liegt geografisch in der Mitte der Stadt Marl. Er grenzt im Osten an den Stadtteil Hüls mit der Zeche Auguste Victoria (Schächte 1 und 2) und im nördlichen Westen an Brassert mit der Zeche Brassert (Schächte 1 und 2), welche zum Zeitpunkt der Industrialisierung die beiden Zentren Marls waren. 1938 wurden unmittelbar nördlich von Drewer die Chemischen Werke Hüls mit dem, entgegen der Planung, erst 1937 fertiggestellten Schacht 3 (und später Schacht 7) im Osten, heute der Stadtteil Chemiezone, angelegt; bereits zwischen 1928 und 1931 waren südlich der Mitte Drewers die Schächte 4 und 5 abgeteuft worden, womit in der Summe Drewer immer mehr ins Zentrum Marls wanderte, ohne ein solches zu bilden. Um 1970 entstand schließlich südwestlich Drewers das neue Stadtzentrum.
Nach Süden (Steinernkreuz) und Südosten (Löntrop) schließen sich, teils auf altem Drewerer Boden, bauerschaftlich gebliebene Stadtteile an.

## Gliederung
Entgegen den divergenten Gliederungen in „Drewer-Nord“ und „Drewer-Süd“ einerseits aus den Nachkriegsjahren und andererseits aus der statistischen Gliederung der Stadt Marl von 2010 hat Drewer eigentlich drei Teile, die sich weiter in Siedlungen gliedern. Im Nordwesten trennt die Eisenbahntrasse Siedlungen ab, die eng im Bezug zu den Chemischen Werken stehen, im Süden trennt die Breddenkampstraße den Teil ab, der erst in jüngerer Zeit bebaut wurde (das historische „Drewer-Süd“). Dazwischen liegt, beiderseits der Bergstraße, die das eigentliche Zentrum Drewers bildet, der Zentralteil, der gleichzeitig mit dem Nordwestteil besiedelt wurde.
Die Stadt Marl wiederum setzt die Bergstraße als Grenze zwischen einem Nord- und einem Südteil, wodurch aber die zentrale Einkaufsstraße zwischen Hüls und Brassert/Stadtkern auf zwei verschiedene Einheiten verteilt würde.
Folgende Siedlungen sind auszumachen:
- Nordwestteil
  - Blumensiedlung im Nordwesten
  - Bereitschaftssiedlung mit der inzwischen entweihten evangelischen Christuskirche im Nordosten, abgetrennt durch die Rappaportstraße
  - Alte Bunasiedlung im Süden, abgetrennt durch die ehemalige Zechenbahn von Hüls nach Brassert
- Zentralteil
  - nördlich der Bergstraße
    - Siedlung Am Alten Sportplatz im Westen
    - Nibelungensiedlung im Osten, abgetrennt durch die Gleise von der Zeche AV (4/5) im Süden

  - südlich der Bergstraße
    - Siedlung um die Wittenfeldstraße im Westen
    - Siedlung um In den Kämpen, abgetrennt durch die Gleise zu AV 4/5, in der Mitte, mit der katholischen Josefskirche im Norden und den Schächten 4/5 im Süden
    - Nordteil der Siedlung beiderseits der Langehegge im Osten, abgetrennt durch den Freerbruchbach im Westen (und nach Osten bis zum Loekampbach reichend)
- Drewer-Süd im alten Sinne
  - Westteil an und westlich bis südlich der ringartigen Westfalenstraße mit der katholischen Heinrichskirche im Westen und der evangelischen Auferstehungskirche im Nordosten
  - Süden der Siedlung an der Langehegge (östlich des Freerbruchbachs)

Die Gliederung Marls ins statistische Bezirke nennt die Siedlungen zum Teil namentlich, zum Teil irreführend:
- Der statistische Bezirk Nibelungensiedlung enthält den Westteil der eigentlichen Nibelungensiedlung und die Siedlung Am Alten Sportplatz, während der Osten der Nibelungensiedlung den statistischen Bezirk Enkesiedlung bildet und, aus welchen Gründen auch immer, Hüls(-Nord) zugeordnet wird (wo er nie lag).
- Die Siedlungen um die Wittenfeldstraße und In den Kämpen werden zu „Drewer-Süd-Zentrum“ zusammengefasst
- Die nördliche Langeheggesiedlung wird nach dem sehr peripheren Wellerfeldweg benannt, der auch im mit Langehegge benannten Südteil weitergeht.

Das Gebiet unmittelbar nordöstlich der Hagenstraße, wo früher Haus Loe stand und heute das Albert-Schweitzer-Gymnasium, wird statistisch zum Stadtkern gerechnet. Das ist für die Schule, die ja zentrale Aufgaben wahrnimmt (wenngleich sie deutlich vor dem Stadtkern errichtet wurde), vertretbar, nicht aber für die Südwestseite der Gaußstraße, die, wie auch die Nordostseite, zweifelsohne zur Bunasiedlung gehört. Demgegenüber liegen das Planetenviertel praktisch komplett und das Kreuzviertel größtenteils auf altem Drewerer Boden, sind aber erst mit dem Stadtzentrum erschlossen worden, weshalb ihre Zuordnung zum Stadtkern schlüssig erscheint.
Die Blumensiedlung hingegen liegt nur zu knapp der Hälfte auf Drewerer Boden, zu kleinen Teilen auf Brasserter und zur Nordwesthälfte auf dem von Oelde, welches allerdings ansonsten komplett im Chemiewerk (und in der Zollvereinsiedlung, heute Marl-Hamm) aufgegangen ist. Zumindest aber der Hauptfriedhof im Südwesten des statistischen Bezirks liegt komplett in Brassert.

## Geschichte

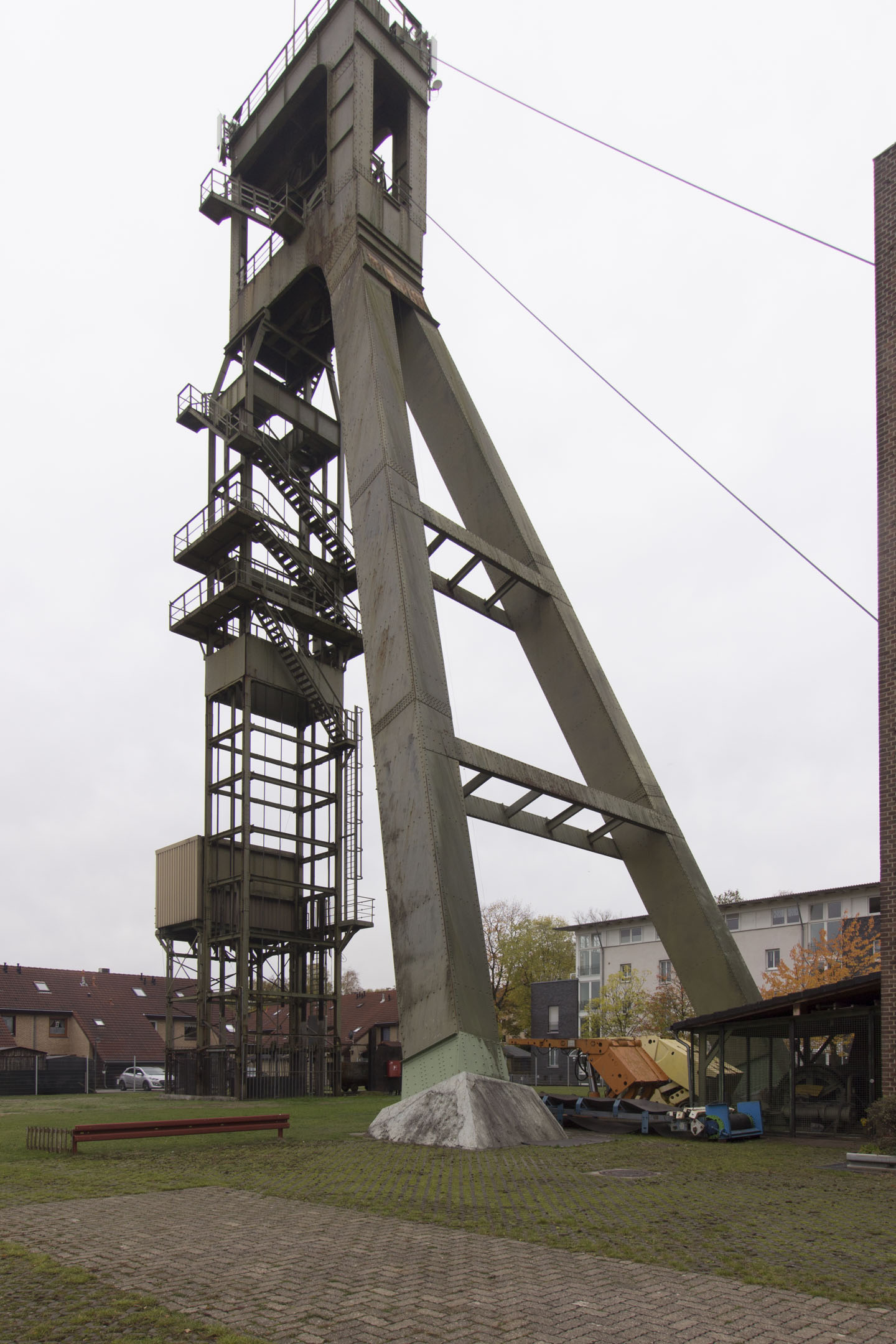
Förderturm, Schacht 4/5 der Zeche AV

Die erste urkundliche Erwähnung des heutigen Stadtteils Drewer findet sich etwa ab 1150 (Hof Altrogge) in den Zinspflichtigkeiten des Oberhofes Helderinghausen (bei Recklinghausen) in der Rheinischen Urbare der Reichsabtei Werden (Essen).
Da der Oberhof Helderinghausen (im Urtext: Halicgeringshuson ab 900–911) als Schenkung
verzeichnet ist, wurden ein höheres Alter der Siedlungsnamen von anhängigen Bauerschaften vermutet, aber nicht gesichert.
Dort ist die Ansiedlung unter dem Namen „Threviri“ verzeichnet.
Der Name soll so viel wie „Drei Häuser“ bedeuten. Der Ortsname verändert sich in späteren Jahrhunderten über „De Trivere“ in „Drevere“ bis zur heutigen Schreibweise.
Bereits in Urkunden des 11. und 12. Jahrhunderts wird die Gegend als Bauerschaft bezeichnet, deren Hauptgut sich in der Nähe der heutigen Kirche St. Heinrich befand. Die Familie, die dieses Gut bewirtschaftete, wurde im Laufe der Zeit auch Familie Drewer genannt.
Sie verlor ihre Besitzungen mit dem Aufkommen der Feudalherrschaft in Marl durch die Familie von Loë.
Gegen 1200 sind die ehemaligen Drewerbesitztümer bereits an die Familie von Loe übergegangen.
Im Jahre 1772 sind in Drewer noch neun Bauernhöfe im Besitz der Nachfahren der Familie von Loe.
Eine Zählung im Jahre 1827 verzeichnet für Marls größte Bauerschaft 86 Häuser, in denen 99 Familien wohnten.
Als 1898 die Zeche Auguste Victoria im Stadtteil Hüls gegründet wurde, hatte dies auch erhebliche Auswirkungen auf Drewer.
Da nun Wohnungen für die Bergarbeiter benötigt wurden, entstanden auch hier Siedlungen. Die ersten Wohnungen wurden entlang des Lipper Wegs gebaut, doch in den nächsten Jahrzehnten entstanden weitere Häuser entlang der Bergstraße.
Durch den starken Zuzug von Bergarbeiterfamilien war es nötig, auch mehrere Schulen neu zu bauen.
1908 wurde zunächst die Waldschule an der Grenze zu Hüls errichtet. Ihr folgten die Aloyisiusschule und die Harkortschule am Lipper Weg; nach dem Zweiten Weltkrieg, in den 1960er Jahren, plante Hans Scharoun in einer neuartigen Konzeption die (später sogenannte) Scharounschule Marl.
Da viele Bergleute katholisch waren, es aber keine katholische Kirche in Drewer gab, wurden in den 1920er Jahren immer wieder Forderungen nach einer katholischen Kirche im Stadtteil laut. Schließlich wurde an der Bergstraße die Gemeinde St. Josef gegründet, die zunächst aber ohne eigene Kirche auskommen musste und behelfsmäßig in einem ehemaligen Kinderheim die Gottesdienste abhielt.
1930 wurde an der Straße Langehegge eine Siedlung gebaut.
1935 wurde die sogenannte Widukindsiedlung errichtet, eine Selbstversorgersiedlung, in der Bergleute, entgegen den sonst üblichen Mietwohnungen, Eigentum erwerben konnten und durch großzügige Gärten auch Schweine und Ziegen halten konnten.

## Verkehr
Der Stadtteil wird verkehrsmäßig in West-Ost-Richtung von Marls Hauptverkehrsstraße, der Bergstraße, erschlossen. In Nord-Süd-Richtung ist seit Jahrhunderten der Lipper Weg eine wichtige Verbindung. Diese Straße führte von der Drewermark zur Bauerschaft Lippe und später direkt zu den dort errichteten Chemischen Werke Hüls, dem heutigen Chemiepark Marl. Im Laufe der Zeit wurde die zunächst ziemlich unwegsame Straße immer weiter ausgebaut, nicht zuletzt aufgrund der Industrieansiedlungen.
Der Haltepunkt an der Bahnstrecke GE-Buer Nord–Haltern wurde 1998 geschlossen.
Die VRR-Buslinien 219, 220, 222, 223, 225, 226, 227 und NE6 der Vestischen Straßenbahnen erschließen Drewer.
| Linie | Verlauf | Takt (Mo–Fr)                                                                           |
| ----- | --- | -------------------------------------------------------------------------------------- |
| 219   | Recklinghausen Hbf – Lohtor – Westviertel – Marl-Steinernkreuz – Marl-Drewer Süd – Marl Mitte                                                                                               | 60 min                                                                                 |
| 220   | Recklinghausen Hbf – Nordviertel – Speckhorn – Marl-Sinsen – Sinsen Bf – Lenkerbeck – Hüls – Drewer – Marl Mitte                                                                            | 30 min                                                                                 |
| 222   | Marl-Sinsen – Sinsen Bf – Lenkerbeck – Hüls – Drewer – Marl Mitte – Alt-Marl – Polsum Ehrenmal – Gelsenkirchen-Hassel – Gelsenkirchen-Buer Nord Bf – Gelsenkirchen-Buer Rathaus             | 30 min                                                                                 |
| 223   | Recklinghausen Hbf – Nordviertel – Marl-Löntrop – Lenkerbeck Feuerwehrhaus – Hüls-Süd – Drewer – Chemiepark Marl – Marl Mitte                                                               | 30 min                                                                                 |
| 225   | Marl Mitte – Drewer Süd – Hüls − Marl-Hamm – Hamm Bf – Hamm Waldsiedlung (– Sickingmühle) abends als Taxibus bis Sickingmühle                                                               | 30 min                                                                                 |
| 226   | Marl Mitte – Drewer – Hüls – Lenkerbeck – Sinsen Bf – Sinsen – Oer-Mitte – Oer-Erkenschwick Berliner Platz                                                                                  | 60 min                                                                                 |
| 227   | Dorsten-Hervest Dorfstr. – Alt-Marl Riegestr. – Brassert – Marl Mitte – Drewer − Hüls – Marl-Hamm – Marl-Sickingmühle – Hamm-Bossendorf – Haltern am See Kärntner Platz – Haltern am See Bf | 60 min (Dorsten–Alt-Marl) 30 min (Alt-Marl–Sickingmühle) 60 min (Sickingmühle–Haltern) |
| NE6   | Marl Mitte – Drewer – Hüls – Lenkerbeck – Sinsen Bf – Sinsen NachtExpress: In den Nächten von Freitag auf Samstag, Samstag auf Sonntag und vor Feiertagen                                   | 60 min                                                                                 |

## Galerie

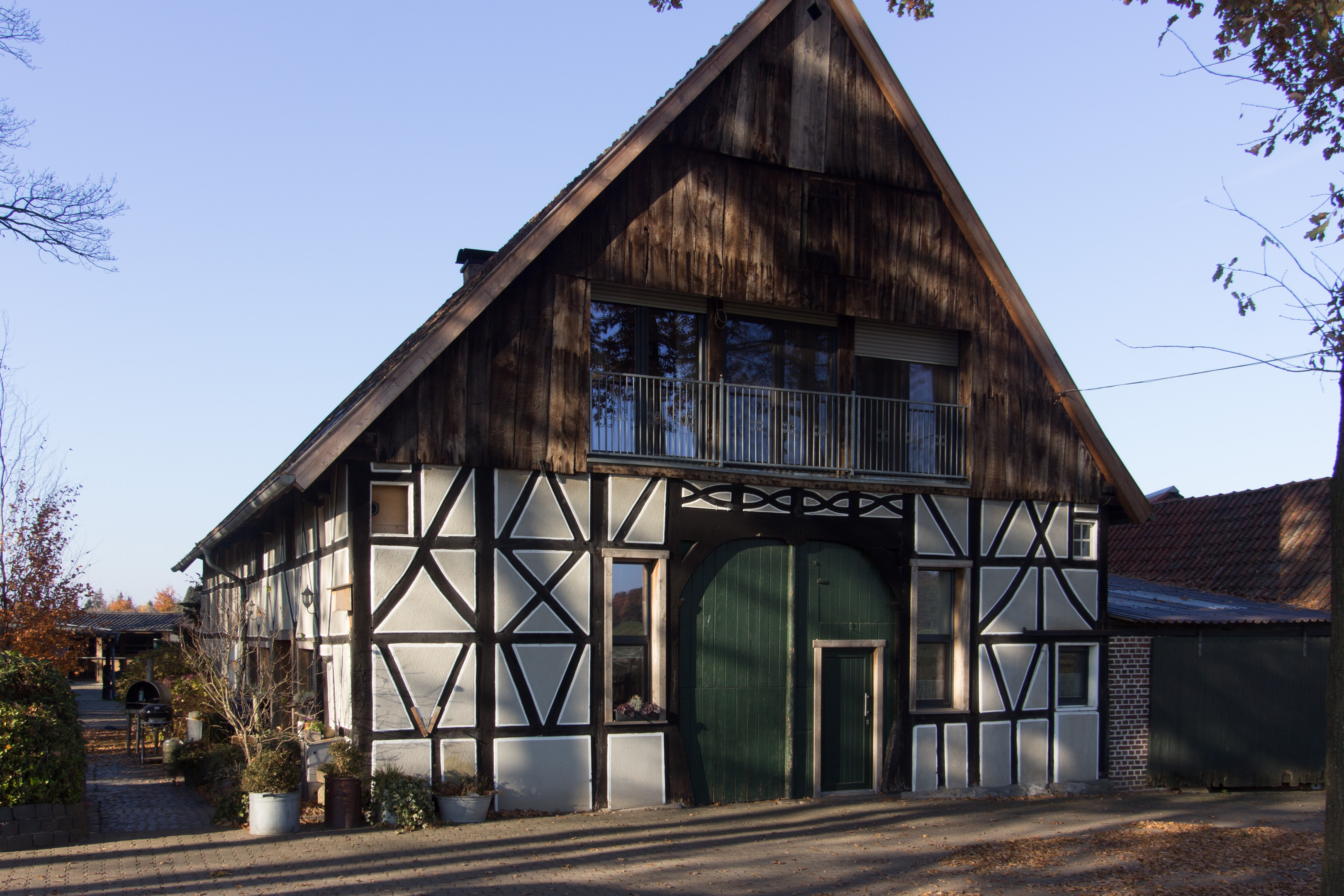
„Kötterhaus“ um 1850, Wellerfeldweg
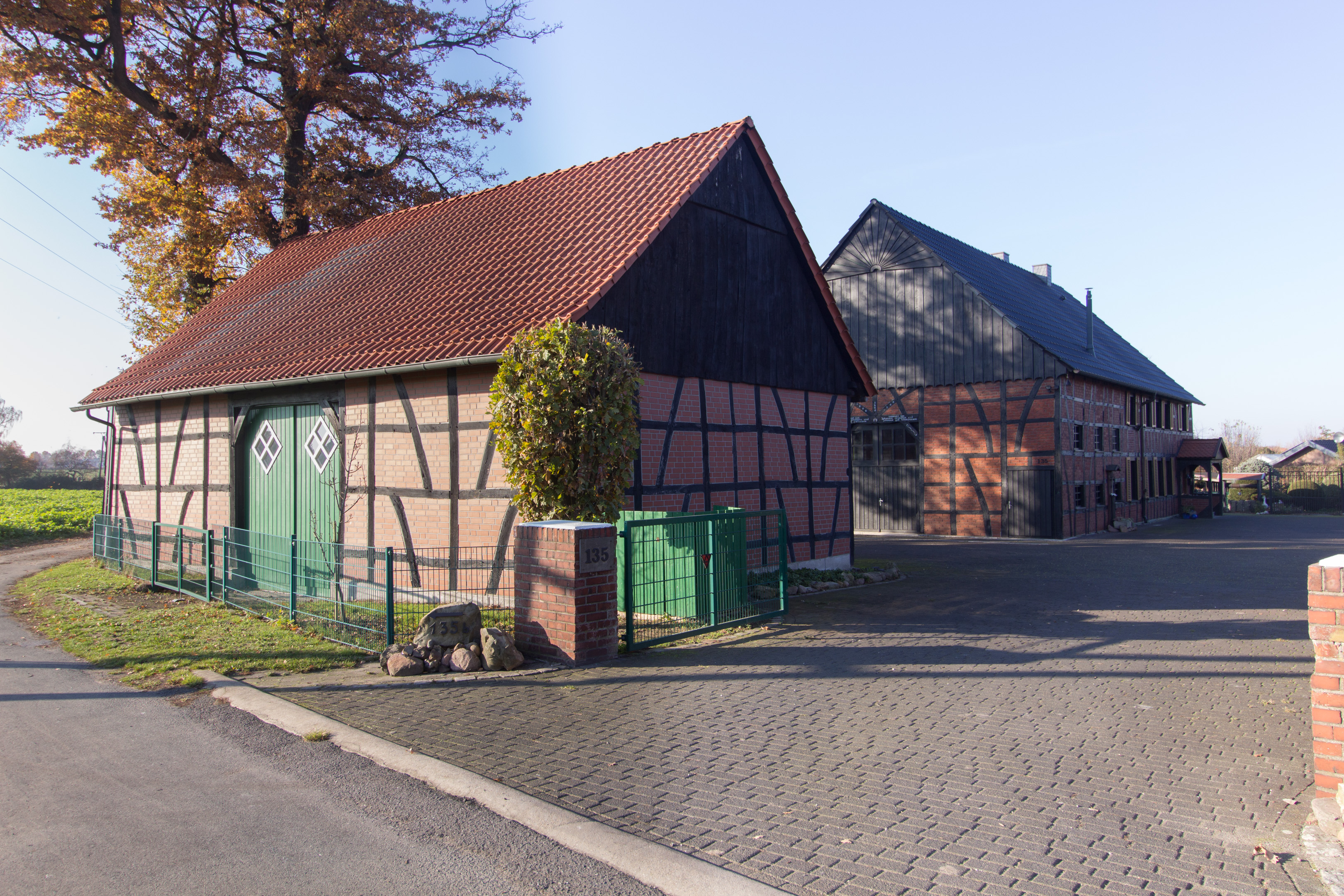
„Stattliches Bauernhaus mit Nebenanlagen“ von 1880, Freerbruchstraße
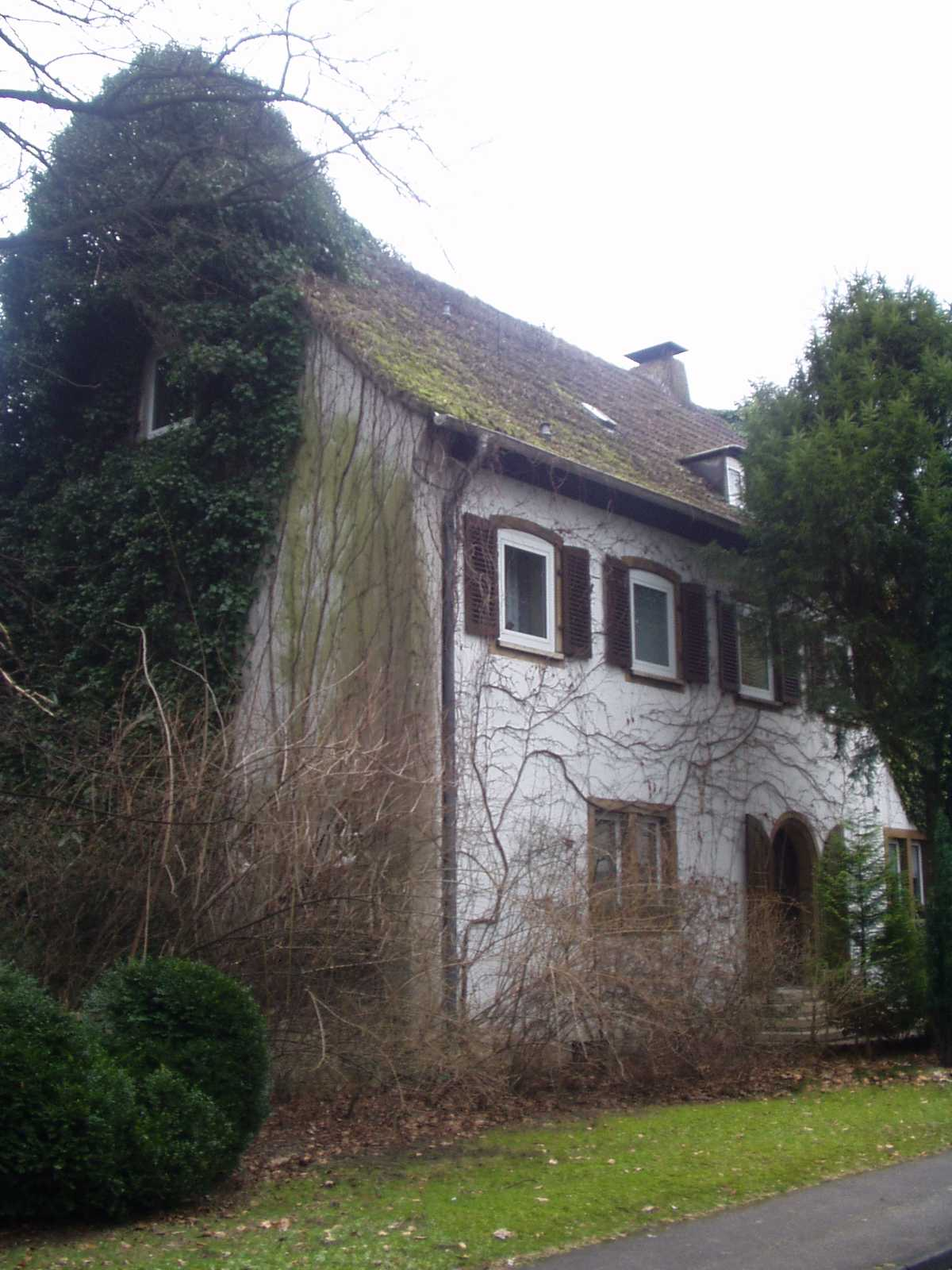
Werkswohnung in der Bereitschaftssiedlung (1936–1942)
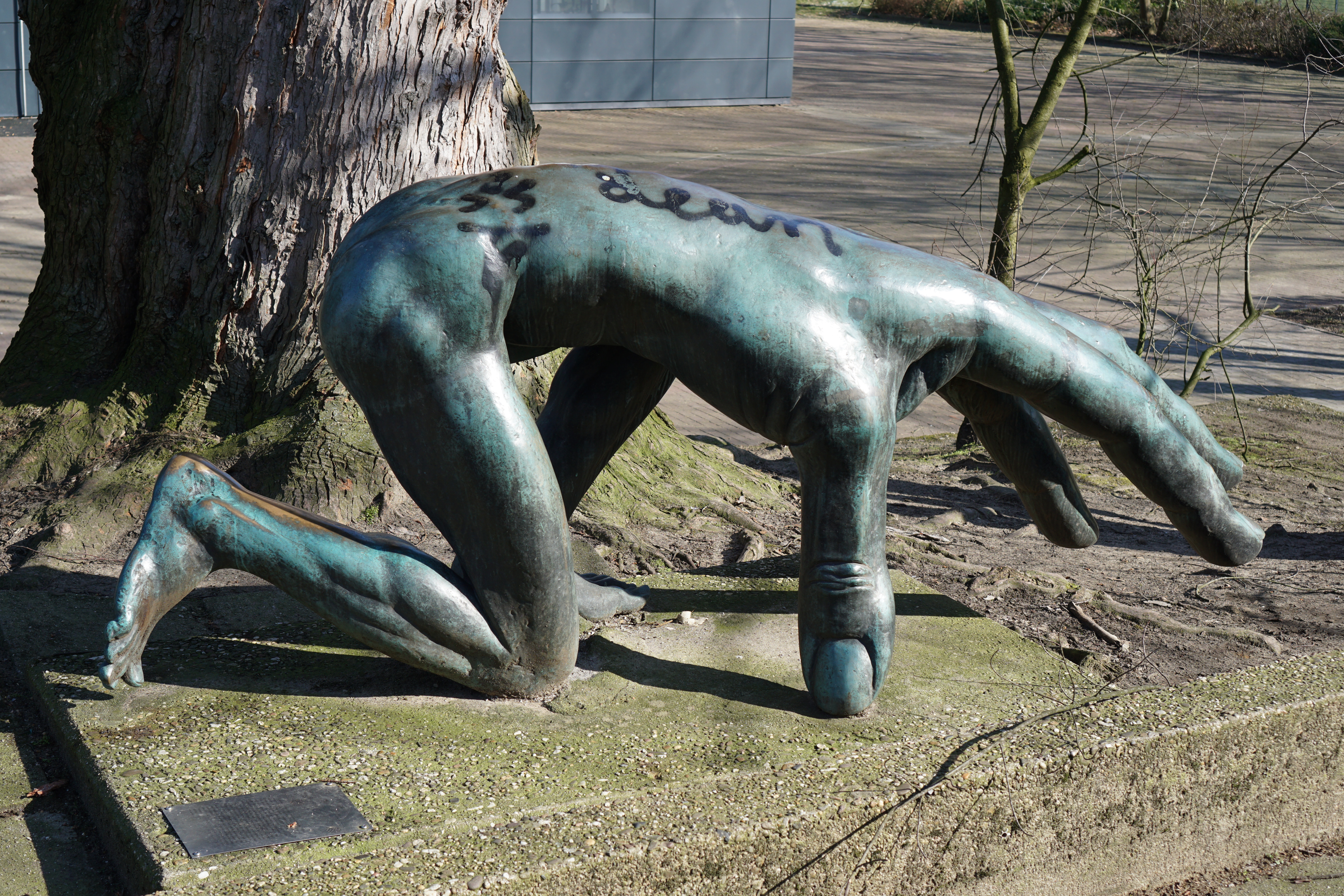
„Kriecher“ von Michael Schwarze am Gymnasium

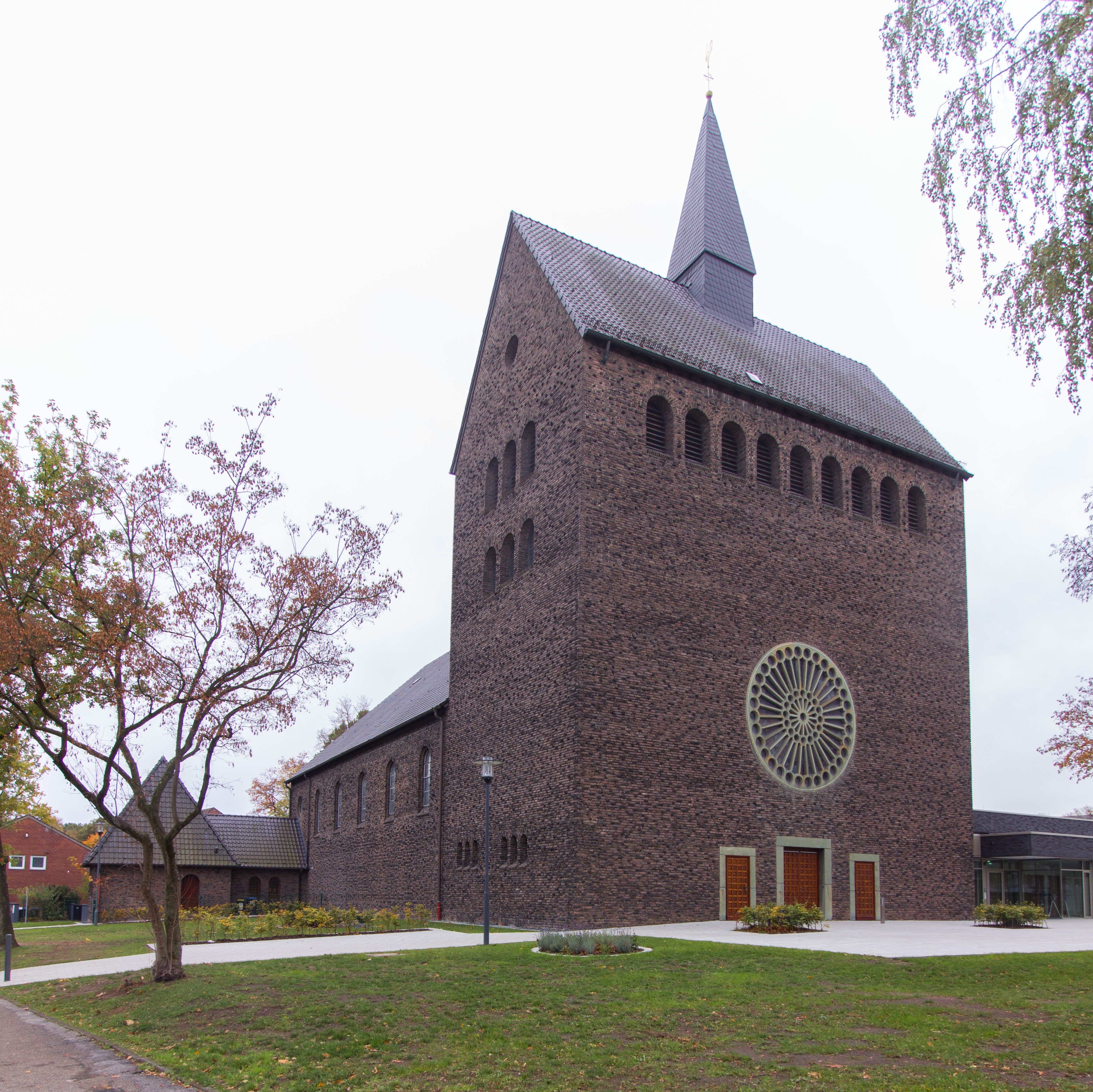
St. Joseph (kath.)
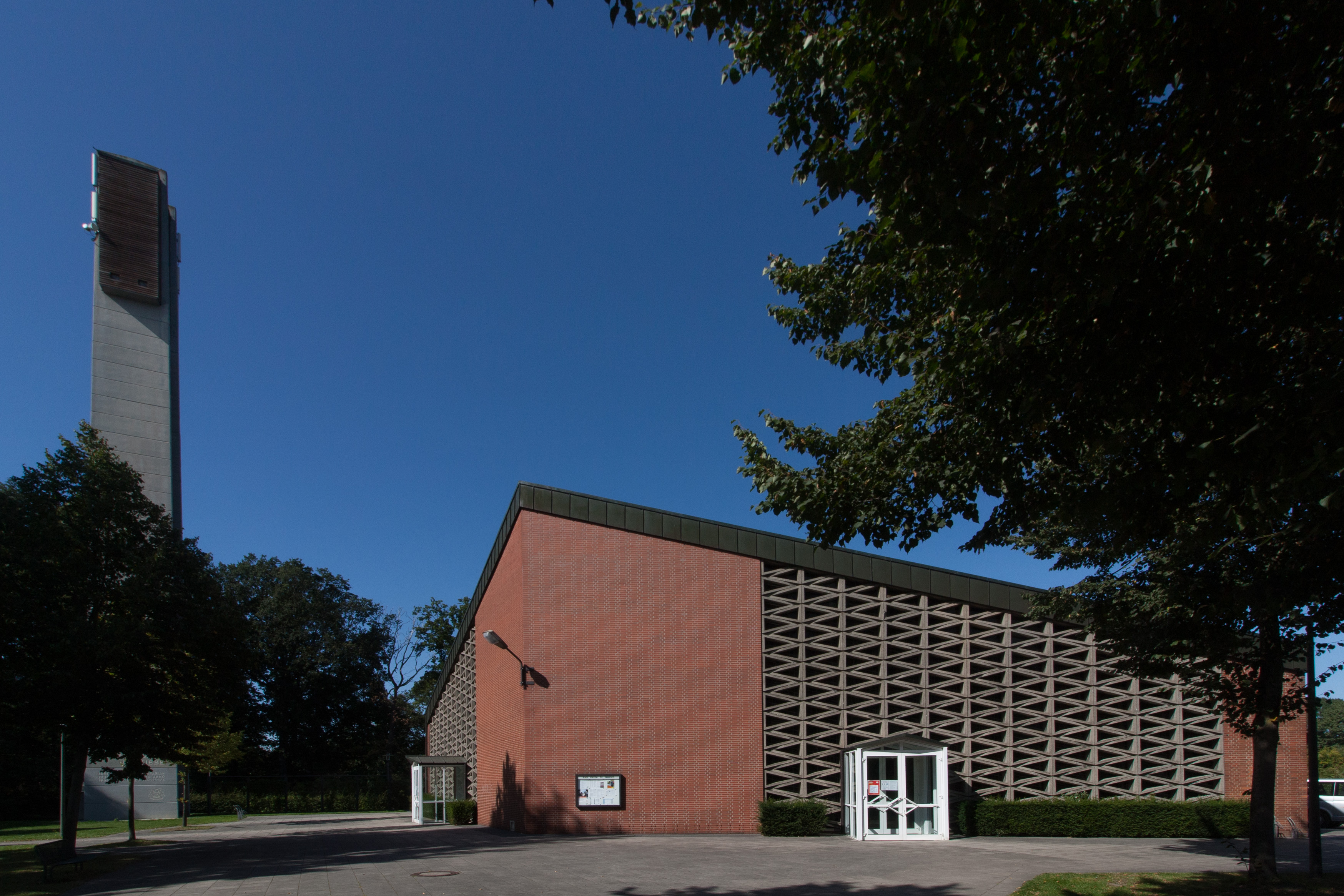
St. Heinrich (kath.)
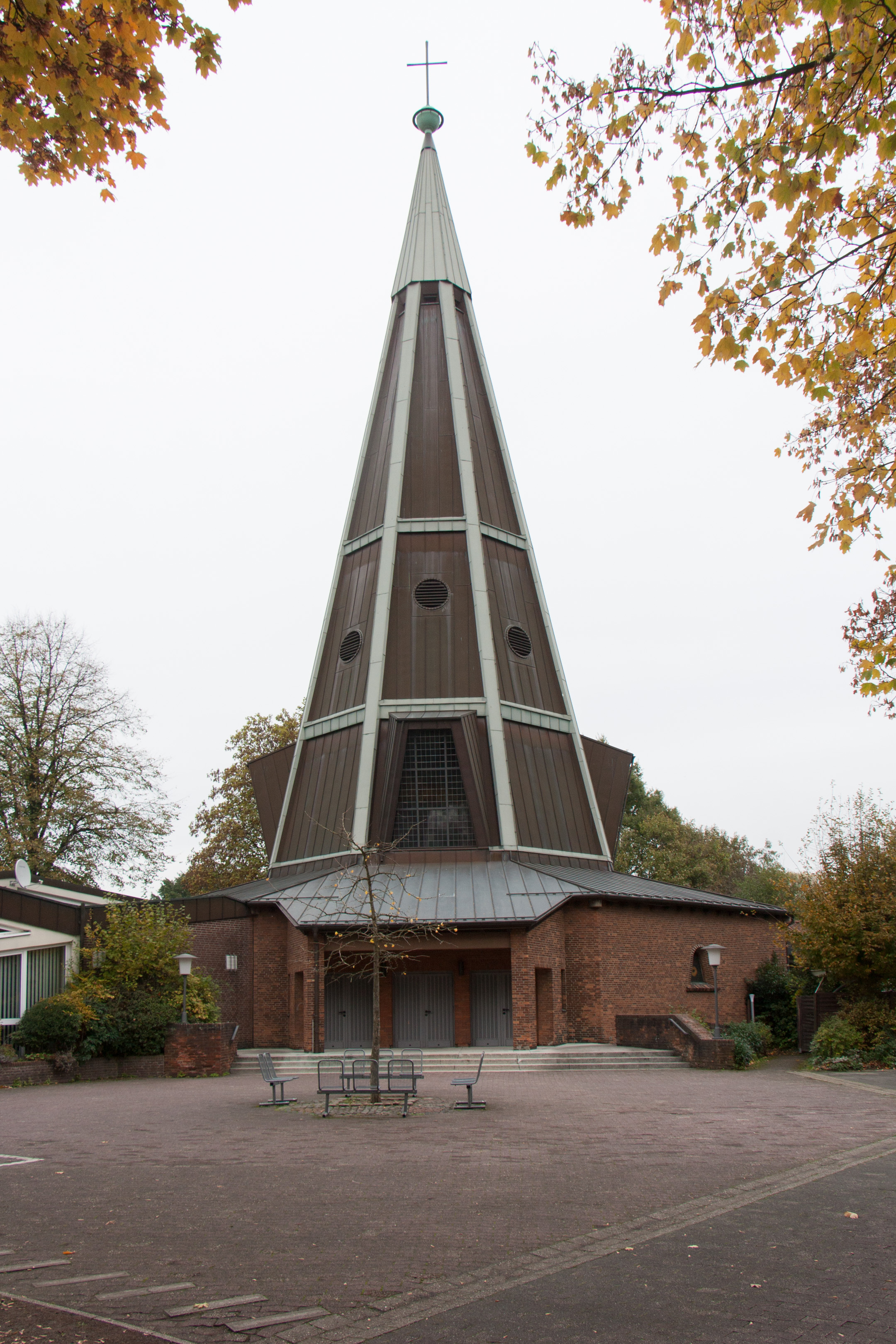
Auferstehungskirche (ev.)
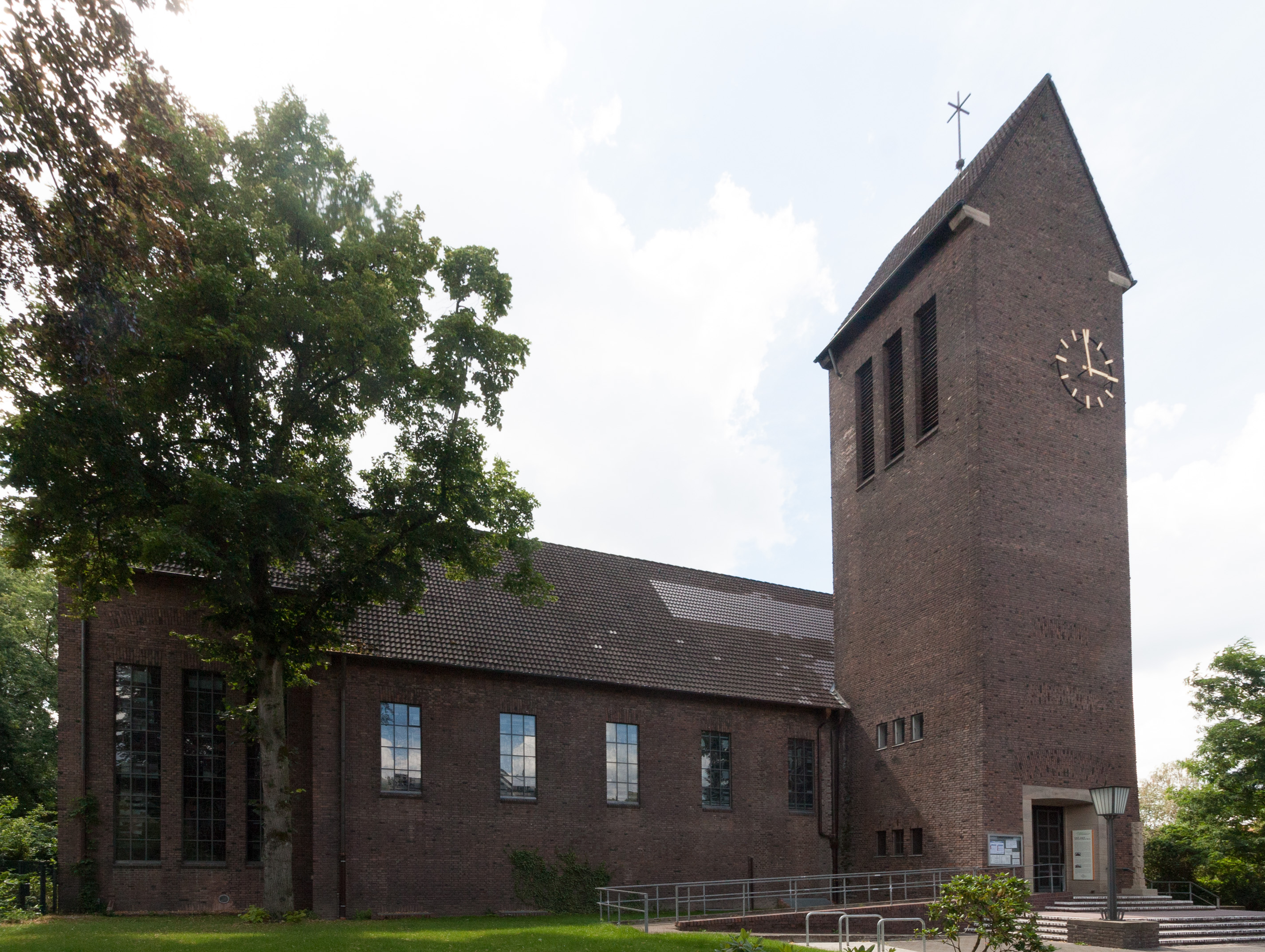
Kolumbarium Christuskirche (ev.)